# Malaysian Open, Kuala Lumpur 2014
Malaysian Open, Kuala Lumpur 2014 byl tenisový turnaj pořádaný jako součást mužského okruhu ATP World Tour, který se hrál na krytých dvorcích s tvrdým povrchem komplexu Putra Stadium. Konal se mezi 22. až 28. zářím 2014 v největším a zároveň hlavním městem Malajsie Kuala Lumpur jako 6. ročník turnaje.
Turnaj s rozpočtem 1 022 255 amerických dolarů patřil do kategorie ATP World Tour 250. Nejvýše nasazeným hráčem ve dvouhře byl osmý tenista světa Kei Nišikori z Japonska, který taká celý turnaj ovládl.

## Mužská dvouhra

### Nasazení
| Stát                          | Hráč             | ATP | Nasazení |
| ----------------------------- | ---------------- | --- | -------- |
| Japonsko                      | Kei Nišikori     | 8.  | 1.       |
| Lotyšsko                      | Ernests Gulbis   | 13. | 2.       |
| Argentina                     | Leonardo Mayer   | 25. | 3.       |
| Francie                       | Julien Benneteau | 29. | 4.       |
| Uruguay                       | Pablo Cuevas     | 38. | 5.       |
| Portugalsko                   | João Sousa       | 39. | 6.       |
| Španělsko                     | Pablo Andújar    | 44. | 7.       |
| Austrálie                     | Nick Kyrgios     | 51. | 8.       |
| Žebříček ATP k 15. září 2014. |                  |     |          |

### Jiné formy účasti
Následující hráči obdrželi divokou kartu do hlavní soutěže:
- Taró Daniel
- Omar Jasika
- Filip Krajinović

Následující hráči postoupili z kvalifikace:
- Philipp Oswald
- Philipp Petzschner
- Kento Takeuči
- James Ward

### Odhlášení
před zahájením turnaje
- Kevin Anderson
- Juan Martín del Potro
- Marcel Granollers
- Michail Kukuškin
- Milos Raonic
- Dominic Thiem
- Dmitrij Tursunov

## Mužská čtyřhra

### Nasazení
| Stát                                                                    | Hráč             | Stát         | Hráč          | ATP | Nasazení |
| ----------------------------------------------------------------------- | ---------------- | ------------ | ------------- | --- | -------- |
| Spojené státy                                                           | Eric Butorac     | Jižní Afrika | Raven Klaasen | 42. | 1.       |
| Spojené království                                                      | Jamie Murray     | Austrálie    | John Peers    | 63. | 2.       |
| Spojené království                                                      | Dominic Inglot   | Rumunsko     | Florin Mergea | 67. | 3.       |
| Polsko                                                                  | Marcin Matkowski | Indie        | Leander Paes  | 67. | 4.       |
| Žebříček ATP k 15. září 2014; číslo je součtem umístění obou členů páru |                  |              |               |     |          |

### Jiné formy účasti
Následující páry obdržely divokou kartu do hlavní soutěže:
- Nick Kyrgios /  Syed Mohd Agil Syed Naguib
- Jürgen Melzer /  Philipp Petzschner

### Odhlášení
před zahájením turnaje
- Marin Draganja (zranění zad)

## Přehled finále

### Mužská dvouhra
- Kei Nišikori vs.  Julien Benneteau, 7–6(7–4), 6–4

### Mužská čtyřhra
- Marcin Matkowski /  Leander Paes vs.  Jamie Murray /  John Peers, 3–6, 7–6(7–5), [10–5]